# St.-Johannes-Paul-II.-Kirche (Kośmidry)
Die St.-Johannes-Paul-II.-Kirche (polnisch Kościół św. Jana Pawła II)  ist eine katholische Kirche im polnischen Kośmidry (Koschmiede). Die dem Patrozinium des heiligen Papstes Johannes Paul II. geweihte Kirche wurde von 2011 bis 2016 erbaut und gehört als Tochterkirche zur Pfarrei St. Katharina in Pawonków. 

## Geschichte
Die Bewohner der Ortschaft Kośmidry wollten schon seit langem eine eigene Kirche haben. Im Jahr 1979 errichteten die Einwohner ohne Kenntnis des damaligen Pfarrers und ohne entsprechende Genehmigung des Ortsbischofs eine Kapelle, was zu Spannungen in den Beziehungen zwischen den damaligen Provinzbehörden in Częstochowa und der Diözesankurie in Katowice führte. Erst das persönliche Eingreifen und eine von dem Kattowitzer Bischof Herbert Bednorz ausgesprochene Bitte um Entschuldigung führte am 13. Juni 1980 zur Ausstellung entsprechender Genehmigungen für den Kirchbau. Die erste Heilige Messe in St. Johannes-Paul II. wurde am 2. Juli 2017 gefeiert. Der Bischof von Gliwice, Jan Kopiec, nahm nach fünfjähriger Bauphase am 21. Oktober 2017 abschließend die feierliche Kirchweihe vor.

## Architektur
Die ovale Form des jetzigen Gotteshauses ist dem Fischerboot des Apostels Petrus nachempfunden, was auch einen Zusammenhang mit dem Patrozinium der Kirche darstellt, da der Papst als Nachfolger des heiligen Petrus gilt. Der Grundriss des Bauwerks und die Anbringung des großen Altarkreuzes über dem Tabernakel sollen auch die Beziehung des Kreuzes zur Eucharistie hervorheben. Die Umrisse des Kruzifixes erstrahlen dabei in Rot, der Farbe des Blutes und des Martyriums; die Breite des Querbalkens des Kruzifixes entspricht der des davor stehenden Altares. Auf beiden Seiten befinden sich in flachen, langgestreckten Nischen rechts eine Ikone Unserer Lieben Frau von Tschenstochau, das aus der alten Kapelle stammt, und links ein Bildnis des Kirchenpatrons. Das Gewölbe ist mit einem monochromen Relief des päpstlichen Wappens Johannes Pauls II. geschmückt. 
Die Öffnungen in den Buntglasfenstern an den Seitenwänden stellen zugleich die vierzehn Kreuzwegstationen dar. Das Glasfenster über dem Chor zeigt den auferstandenen Christus. Die Bänke und der Kreuzaltar stammen aus der nicht mehr bestehenden Pfarrkirche St. Josef im Essener Stadtteil Kupferdreh.